# Kurfürstenquelle (Bad Godesberg)

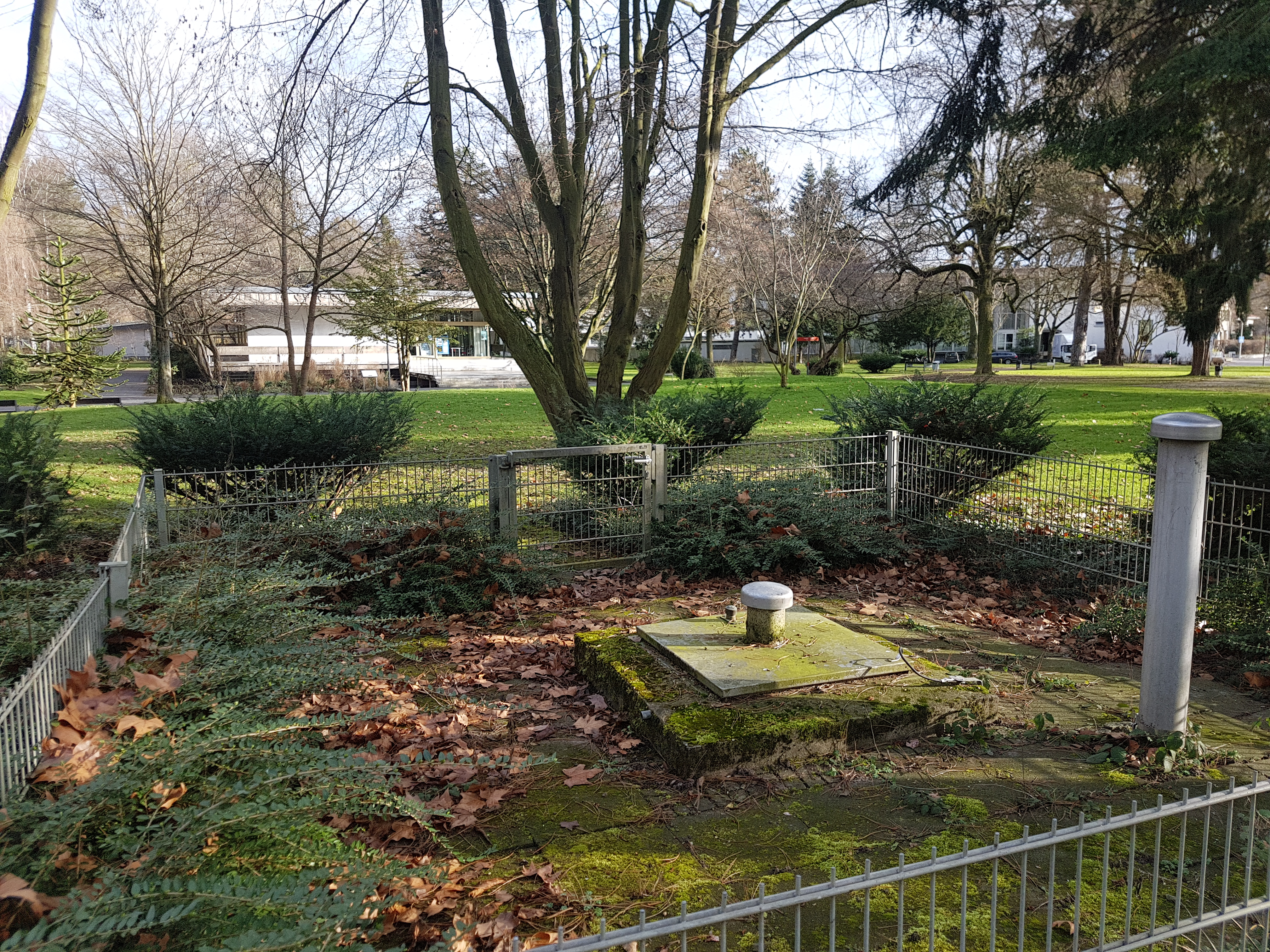
Bohrstelle der Kurfürstenquelle

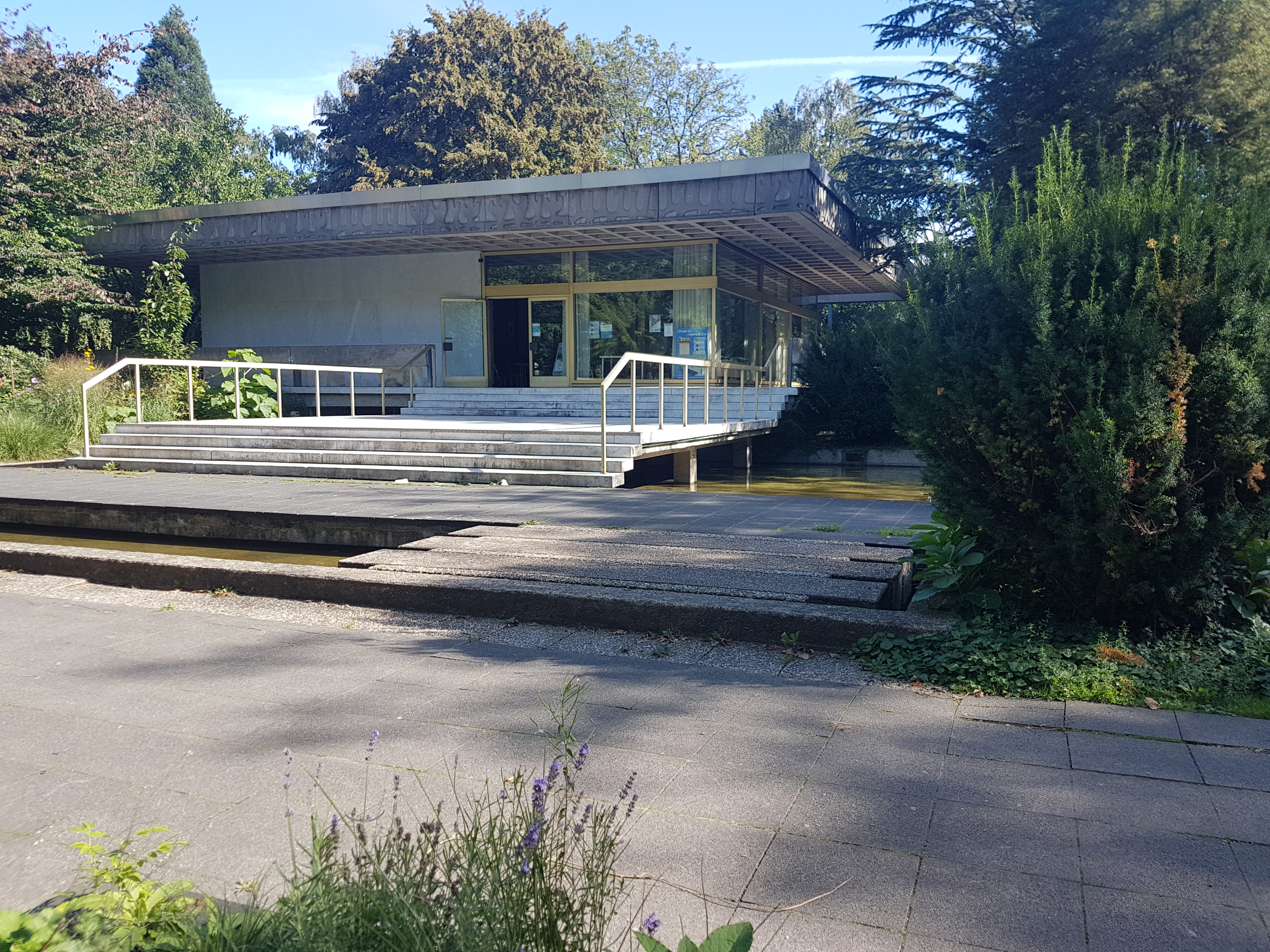
Trinkpavillon im Stadtpark von Bad Godesberg

Die Kurfürstenquelle mit Heilwasser befindet sich im Stadtpark des Bonner Stadtteils Bad Godesberg. Neben dieser im dortigen Trinkpavillon ausgeschenkten Heilwasserquelle gibt es die Draitschquelle in der örtlichen Brunnenallee, an der beide Heilwässer zum Verkauf angeboten werden.

## Geschichte
Zwar waren die den Brunnen speisenden Quellen wohl schon zur Römerzeit bekannt, doch beschränkte sich die Annahme einer Heilkraft der Draitschquelle, wie sie von alters her heißt, auf die nähere Umgebung. Kurfürst Clemens August gelang es nicht, die Godesberger Quellen nach dem Vorbild des schon damals weltberühmten Badeortes Spa (im heutigen Belgien) auszubauen.

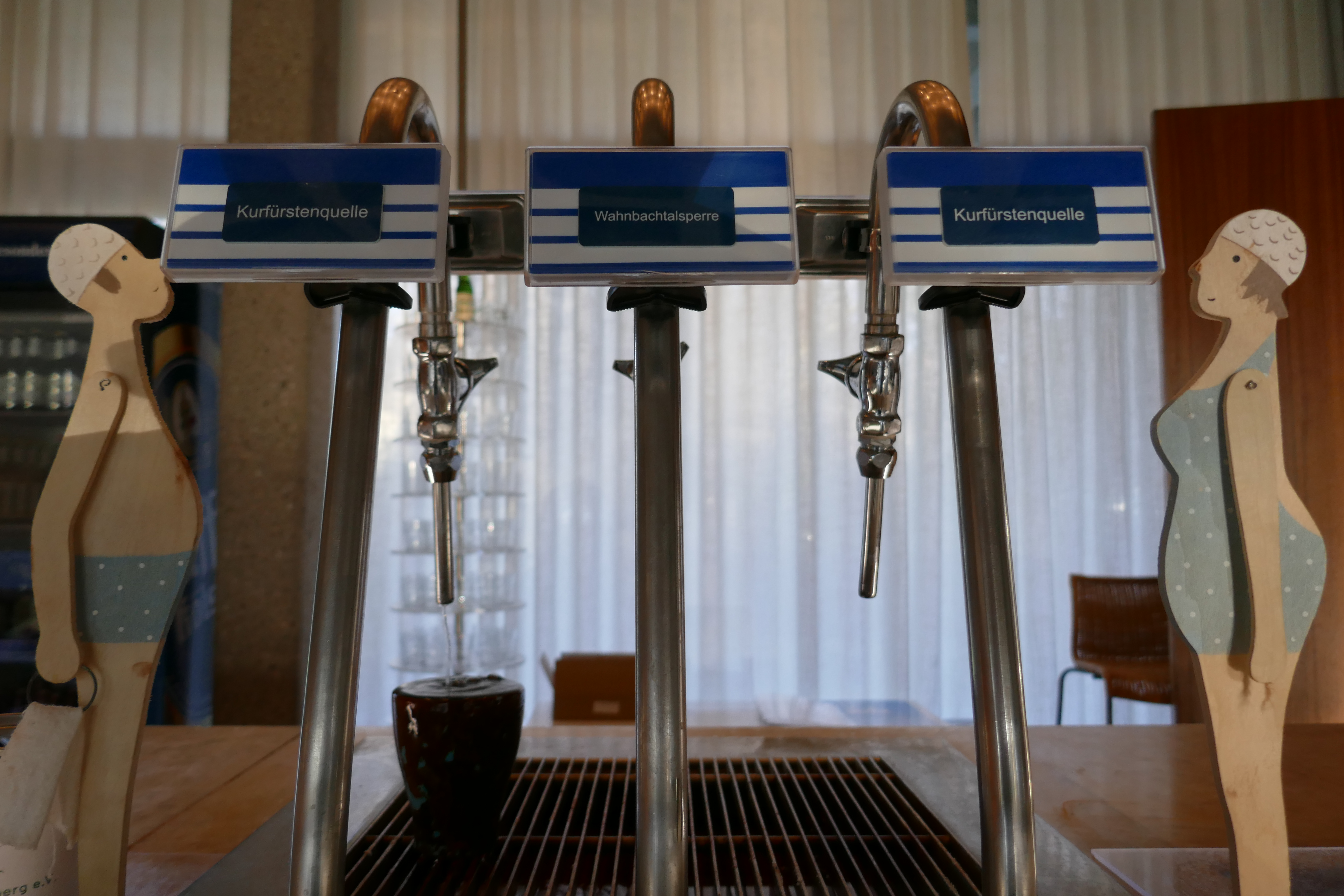
Wasserausschank im Trinkpavillon

Sein Nachfolger Kurfürst Maximilian Franz erwarb Grundstücke und baute Bad Godesberg als Badeort und Heilort aus. Er ließ die Draitschquelle neu fassen (bohren) und es wurden Badeanlagen, eine Kaltwasser-Heilanstalt, Apotheken, Gasthäuser, ein Ballhaus, die Redoute, Theater, Logierhäuser, Parkanlagen, Promenaden, Alleen und vieles mehr gebaut. So entstand ein reger Bade- und Amüsierbetrieb.
Nach 1946 sollte der Kurbetrieb wieder aufgenommen werden, aber die Nachbarstadt Bonn wurde Bundeshauptstadt und es gab andere Zielsetzungen. Der Verkauf und Vertrieb des Mineralwassers wurde jedoch fortgesetzt. 1962 wurde im Stadtpark eine weitere Quelle erbohrt: die Kurfürstenquelle. Der Standort der Bohrung ist zwischen Kleinem Theater und Trinkpavillon im Stadtpark. Die Bohrung ist ca. 70 Meter tief und das Wasser strömt Tag und Nacht aus den Zapfhähnen mit ca. 14,5 °C. Die Qualität des Wassers wird in regelmäßigen Abständen vom Institut Romeis aus Bad Kissingen überprüft. Die Analyse und Begutachtung erfolgt unter der Maßgabe der „Heilwassergewinnung“, was z. B. bedeutet, sich an der Richtlinie für die Überwachung von Heilwasserbetrieben und Heilquellen vom 12. Dezember 2016 zu orientieren. Analysewerte und deren Kommentierung können auf der Internetseite des Vereins Bürger.Bad.Godesberg e. V. heruntergeladen werden.
Das Heilwasser der Kurfürstenquelle führte dazu, dass politisch Verantwortliche begannen, über die Aufrechterhaltung der Kurtradition nachzudenken. Dies führte 1964 zum Bau und der Eröffnung des „Kurfürstenbades“ mit Sauna (im Tauchbecken das „Kurfürstenquellwasser“) und Physiobereich (geschlossen 2016) und 1969 zum Bau und zur Eröffnung des Trinkpavillons im direkten Anschluss an die Stadthalle.  Bis 1995 betrieb die Stadt Bonn den Trinkpavillon, danach wurde er an den Pächter der Stadthalle übergeben. Ökonomisch rechnete sich der Wasserausschank nicht, so dass das Gebäude mehr und mehr in Vergessenheit geriet und zunehmend einen ungepflegten Eindruck machte. Seit 2017 kümmert sich der Verein Bürger.Bad.Godesberg e. V. um das denkmalgeschützte Gebäude und bietet regelmäßige Öffnungszeiten an.
Der starke Eisengehalt des Wassers ist deutlich an der Wasserausschankstelle im Trinkpavillon zu sehen. Die „Kurfürstenquelle“ in Bad Godesberg ist „als ein Natrium-Hydrogencarbonat-Chlorid-Säuerling zu bezeichnen“.
Die Kurfürstenquelle in Bad Godesberg gehört zur Denkmalnummer A4103 der Stadt Bonn: „Koblenzer Straße 80, Stadthalle, einschließlich umgebender Grünanlagen und Trinkpavillon“.